# La diserzione degli animali del circo
La diserzione degli animali del circo è il primo cd in studio degli Yo Yo Mundi, pubblicato nel 1994.

## Il disco
- Il cd è dedicato alla Lega anti vivisezione (LAV).

## Tracce
1. Mount Graham – 1:25
2. Paride Orfei: la Diserzione degli Animali del Circo – 2:55
3. Andeira – 3:51
4. Page à Gauche – 1:20
5. La Contorsionista – 3:36
6. Bicicleta Basca – 1:33
7. L'Elica – 3:14
8. Sitting in Silence (Giri d'Italia) – 2:43
9. Freccia Vallona – 3:02
10. L'Acrobata – 2:58
11. Il Bimbo del Macello – 4:45
12. Camogli Strumentale Numero 1 – 1:28
13. Tutta Colpa del Nulla – 4:58
14. L'Altro Lato della Strada – 3:20

## Formazione

### Gruppo
- Paolo Enrico Archetti Maestri - voce, chitarra elettrica, chitarra acustica, cori
- Andrea Cavalieri - basso elettrico, basso acustico, basso mandolino, cori
- Fabio Martino - fisarmonica, cori, timpano, piatti
- Eugenio Merico - batteria, timpano a mano, percussioni industriali

Altri musicisti
- Michael Brook - infinite guitar, chitarra (11-13)
- Brian Ritchie - cori (6-9), basso acustico (6), basso elettrico solista (7)
- Gordon Gano - voce (8), violino (3)
- Peter Roller - steel guitar (8)
- Luisa Mann - cori (8)
- Luca Olivieri - pianoforte (11), cori (10)
- Massimo Fantoni - chitarra acustica, chitarra elettrica (13-14)
- Marco Parente - percussioni (1-2-13-14)
- Andrea Chimenti - voce (2), cori (5-9)
- Arcangelo Cavazzuti - cori (10)
- David Bindi - cori (3)
- Claudio Mangionello - cori (3)
- Fausto Rolfo - piatti, cori (14)
- Carlo Pugi - grancassa (14)

- Tra parentesi il numero della traccia in cui è presente il musicista.